# Radio Niepokalanów
Radio Niepokalanów – stacja radiowa nadająca w województwie łódzkim na częstotliwości 98,6 MHz, a w mazowieckim na 102,7 MHz. Siedziba radia mieści się na terenie Niepokalanowa w gminie Teresin, ponadto radio posiada filię w Łodzi. Właścicielami stacji są Ojcowie Franciszkanie.

## Historia i funkcjonowanie
Założycielem dzieła był św. Maksymilian Kolbe, który po powrocie z misji w Japonii (1930-1936) podjął starania w celu uruchomienia w Niepokalanowie rozgłośni radiowej. Dla jej potrzeb postawiono jednopiętrowy murowany budynek, w znacznej odległości od pomieszczeń z maszynami drukarskimi, aby uniknąć uciążliwego hałasu. Pierwszy próbny przekaz radiowy udało się wyemitować 8 grudnia 1938.
Oficjalna nazwa radia brzmiała SP3-RN (Stacja Polska 3 – Radio Niepokalanów). Jego sygnałem wywoławczym był fragment melodii pieśni Po górach, dolinach. Stacja zdążyła nadać tylko kilka próbnych audycji, zaś podjęte przez franciszkanów starania o koncesję przerwane zostały wybuchem II wojny światowej.
Po wojnie radio Niepokalanów zostało reaktywowane 1 marca 1995 roku. Obecnie stacja nadaje na terenie dwóch województw: mazowieckiego (częstotliwość 102,7 MHz) i łódzkiego (98,6 MHz). Oprócz tego istnieje możliwość odbioru audycji w trybie on-line za pośrednictwem internetu.

## Lokalizacje stacji nadawczych
- Skierniewice/Bartniki – częstotliwość 102,7 MHz – ERP 1 kW[4]
- Łódź/Komin EC-4 – częstotliwość 98,6 MHz – ERP 2 kW[4] (emisja prowadzona jest od 15 stycznia 2003 roku[5])